# Bo Kramer
Bo Kramer (Almere, 15 september 1998) is een Nederlands rolstoelbasketbalster. Kramer komt sinds 2023 uit voor Loughborough Lightning (Loughborough) in de Britse Women’s Premier League. Eerder speelde ze voor DeVeDo (Ermelo) en Hot Rolling Bears (Essen).
In 2014 maakt Kramer haar debuut bij het Nederlandse nationale team dat op het Wereldkampioenschap 2014 in Toronto brons behaalde. Met het Nederlandse team won ze vervolgens brons tijdens de Paralympische Zomerspelen 2016 in Rio de Janeiro en goud tijdens de Spelen van 2020 in Tokio en 2024 in Parijs. Ook won ze goud tijdens de Wereldkampioenschappen van 2018 in Hamburg en 2022 in Dubai.
Als kind droomde Kramer ervan voetballer te worden, maar op 11-jarige leeftijd werd botkanker geconstateerd in haar rechterbeen. Na een negental operaties werd ze uiteindelijk kankervrij verklaard. Hoewel ze weer kon lopen, was voetballen niet meer mogelijk. Na haar herstel maakte ze tijdens een Paralympische talentendag kennis met rolstoelbasketbal en was sindsdien aan die sport verknocht. Naast het rolstoelbasketballen, heeft Kramer een studie fysioteherapie afgerond en werkt ze aan een masterstudie biomedische wetenschappen.

## Resultaten
Wereldkampioenschap 2014 in Toronto
 Europees kampioenschap 2015 in Worcester
 Paralympische Zomerspelen 2016 in Rio de Janeiro
 Europees kampioenschap 2017 in Adeje
 Wereldkampioenschap 2018 in Hamburg
 Europees kampioenschap 2019 in Rotterdam
 Paralympische Zomerspelen 2020 in Tokio
 Europees kampioenschap 2021 in Madrid
 Wereldkampioenschap 2022 in Dubai
 Europees kampioenschap 2023 in Rotterdam
 Paralympische Zomerspelen 2024 in Parijs